# Гейгер, Марк
Марк Ге́йгер (англ. Mark Geiger, или Марк Га́йгер, произносится [mɑrk ˈgaɪgər]; род. 25 августа 1974, Бичвуд, Нью-Джерси) — американский футбольный арбитр. Арбитр ФИФА с 2008 года. Один из арбитров чемпионата мира 2014 года и 2018 года.

## Биография
Занялся судейством в 1998 году. В 2004 году был допущен до судейства матчей высшей лиги чемпионата США, с 2008 года, момента получения лицензии ФИФА, судил различные международные матчи под эгидой КОНКАКАФ. В 2011 году был привлечен к судейству на чемпионате мира по футболу среди молодёжных команд в Колумбии, по результатам работы на турнире был выбран в качестве главного арбитра финального поединка чемпионата между сборными Бразилии и Португалии (3:2). В 2012 году привлекался к судейству матчей Олимпийского футбольного турнира в Лондоне. В 2013 году обслуживал матчи клубного чемпионата мира.
В 2011 году был признан лучшим футбольным арбитром профессиональной футбольной лиги США.
В свободное от судейства время работает преподавателем математики в школе.